# Lino Wirag
Lino Wirag (* 1983 in Pforzheim) ist ein deutscher Autor und Kulturveranstalter.

## Leben
Wirag studierte Literaturwissenschaften und Kunstgeschichte in Freiburg, Kreatives Schreiben und Kulturjournalismus bei Hanns-Josef Ortheil und Stephan Porombka in Hildesheim, Kunst im finnischen Nykarleby und als Postgraduierter an einem Graduiertenkolleg der Universität Konstanz. Er veröffentlichte Texte und Illustrationen in zahlreichen Anthologien und Schulbüchern sowie in Zeitschriften und Zeitungen (Titanic, Bella triste, Pardon, Merkur, Das Gedicht, Süddeutsche Zeitung) und realisierte Buchprojekte in verschiedenen Verlagen (teilweise unter Pseudonym). Für seine Arbeit erhielt er Stipendien und Förderpreise. Seit 2003 ist Wirag Gastgeber des Poetry Slams seiner Heimatstadt Pforzheim, der 2011 mit Nektarios Vlachopoulos den deutschsprachigen Meister stellte und 2021 seine 100. Ausgabe feierte. Er publizierte zu den Themen Komik, Comic und Event-Literatur. Von 2011 bis 2015 gab er die Zeitschrift EXOT. Zeitschrift für komische Literatur heraus. Wirag lebt und arbeitet in München.

## Veröffentlichungen
Belletristik
- Der Herr des Cringe. Eine Tolkien-Parodie. Riva Verlag 2022. ISBN 978-3742321930.
- Du hast mir den Kopf fairtrade (als Co-Autor). Riva Verlag 2021. ISBN 978-3-7423-1775-9.[4]

Sachbuch
- Unnützes Wissen für Marvel-Nerds (mit Stefan Mesch). Riva Verlag 2023. ISBN 978-3742325303.

Wissenschaftliche Veröffentlichungen
- Comiczeichnen: Figurationen einer ästhetischen Praxis (Diss.). Christian A. Bachmann Verlag 2016. ISBN 978-3-941030-67-1. Volltext.
- Von Comicwissenschaft zu Comicwissenschaften. Christian A. Bachmann Verlag 2012.
- Platzen vor Lachen. Komik und Kinderbuch. Autumnus Verlag 2009. ISBN 978-3-938531-30-3.

Beiträge
- Die Geburt des Poetry Slams aus dem Geist des Theaters. In: KulturPoetik: Band 14, Ausgabe 2 (2014), S. 269–281.
- Zeitgenössische Formen informeller Literaturvermittlung. In: Vanessa-Isabelle Reinwand u. a. (Hg.): Handbuch Kulturelle Bildung. kopaed 2012. ISBN 978-3-86736-330-3.

Illustration/Comic
- Jule D. Körber: Herr M. und die Sache mit sich selbst. Mit Illustrationen von Lino Wirag. Autumnus Verlag 2008. ISBN 978-3-938531-04-4. Als Taschenbuch: Autumnus Verlag 2010. ISBN 978-3-938531-23-5.

Beiträge in Anthologien
- Darts. In: Ein Gedicht von mir. Lyrikerinnen und Lyriker der Gegenwart stellen sich vor. Hrsg. von Dirk von Petersdorff. Reclam 2012. ISBN 978-3-15-010885-7.
- Vereinstreffen u. a. In: Smile. Deutscher Taschenbuch Verlag 2009. ISBN 978-3-423-13779-9.
- Materialien zur Kritik der HipHop-Kultur. In: Petra Anders (Hrsg.): Slam Poetry. Arbeitstexte für den Unterricht. Reclam 2008. ISBN 978-3-15-015060-3.
- Alphabet. In: 16. Open Mike. Allitera Verlag 2008. ISBN 978-3-86906-000-2.

Übersetzungen
- MARVEL Avengers: Lexikon der Superhelden (mit Stefan Mesch). Dorling Kindersley 2014. ISBN 3-8310-2478-2.
- MARVEL Superhelden: Das große Stickerbuch. Dorling Kindersley 2014. ISBN 3-8310-2585-1.

Neu-Herausgaben
- Hanns Heinz Ewers: Mein Begräbnis. Und andere Grotesken. Mit einem Nachwort von Michael Helming. Wunderkammer 2014. ISBN 978-1-4947-4039-9.
- Hanns Heinz Ewers: Die chinesische Kreuzigung. Und andere Schauergeschichten. Mit einem Nachwort von Axel Weiß. Wunderkammer: München 2014. ISBN 978-1-4949-3857-4.
- Franz von Paula Gruithuisen: Über die Existenz der Empfindung in den Köpfen und Rümpfen der Geköpften. (Neuausgabe, Kommentar, Vorwort: L.W.) Wunderkammer 2013. ISBN 978-1-4928-7795-0.

Sonstiges
- Crazy Yatzi. Spieleblock mit Varianten/Erweiterungen zum Würfelspiel Kniffel/Yahtzee. Riva Verlag 2021. ISBN 978-3-7423-1878-7.

## Stipendien und Förderpreise (Auswahl)
- 2010: 1. Preis Literatur Update Bayern
- 2008: Stipendium der Kunststiftung Baden-Württemberg
- 2008: Deutscher Cartoonpreis (gemeinsam mit Jürgen Marschal)
- 2008: Teilnehmer Open Mike der Berliner Literaturwerkstatt